# Vestine (kráter)
Vestine je lunární impaktní kráter nacházející se v librační oblasti na odvrácené straně Měsíce za severovýchodním okrajem. Má průměr 96 km, rozrušený okrajový val přibližně kruhového tvaru a relativně ploché dno s malým centrálním pahorkem, které je poznamenáno dopady dalších těles, lze zde nalézt několik malých kráterů.
Vestine se nachází v oblasti poseté krátery, na severozápadě leží dvojice kráterů Riemann a Beals, na severu Vashakidze, na severovýchodě velká valová rovina Harkhebi, na jihovýchodě trojice překrývajících se kráterů Richardson, Maxwell, Lomonosov, na jihu Joliot, na jihozápadě Rayleigh a na západě Gauss.

## Název
Pojmenován je podle amerického fyzika Ernesta H. Vestine.

## Satelitní krátery
V okolí kráteru se nachází několik dalších kráterů. Ty byly označeny podle zavedených zvyklostí jménem hlavního kráteru a velkým písmenem abecedy.
| Vestine | Sel. šířka | Sel. délka | Průměr |
| ------- | ---------- | ---------- | ------ |
| A       | 36,2° S    | 94,8° V    | 17 km  |
| T       | 33,9° S    | 91,1° V    | 49 km  |